# Порівняльна психологія
Порівня́льна психоло́гія — галузь психології, яка вивчає та порівнює психологічні особливості людини та тварин, для виявлення загальних принципів та закономірностей. Дисципліна приділяє особливу увагу психологічній природі людини порівняно з іншими тваринами, психологію яких вивчає зоопсихологія.

## Предмет порівняльної психології
В рамках порівняльної психології вивчаються різні аспекти поведінки та когнітивних процесів, включаючи навчання, пам'ять, увагу, сприйняття, емоції, мотивацію, соціальну поведінку та комунікацію. Дослідження здійснюються в різних контекстах, наприклад, в природному середовищі або в контрольованих лабораторних умовах.
Порівняльна психологія має важливе значення для розуміння еволюції когнітивних процесів та поведінки. Через спільний еволюційний розвиток багато видів тварин мають подібні механізми поведінки та когнітивних процесів. Вивчення цих механізмів в контексті порівняльної психології дозволяє отримати важливі висновки про людську психіку.
Важливо відзначити, що порівняльна психологія не обмежується лише вивченням схожостей між видами. Вона також вивчає різницю в поведінці та когнітивних процесах між видами, що може бути важливим для розуміння унікальних характеристик людини. Порівняльна психологія, таким чином, є важливим інструментом для розкриття загальних закономірностей, а також унікальних особливостей поведінки та когнітивних процесів у різних видів.
При дослідженні тварин порівняльна психологія концентрується на розрізненні якісних, а також кількісних показників спільних рис та відмінностей у поведінці тварин (включаючи людину). Такі показники мають важливе застосування у таких галузях, як психологія, соціологія, зоологія, еволюційна біологія, нейронаука, дресирування тварин та інші.

## Історія
Порівняльна психологія має давні традиції. В записаній історії склалося два різні погляди на ставлення людини до нижчих тварин. Один, який для зручності називають поглядом на людину нерозумну, наголошує на відмінності в тому, що взагалі заперечує схожість, і випливає з традиційних релігійних розповідей про окреме створення людей і тварин; інший, еволюційний погляд, підкреслює як подібність, так і відмінність. Арістотель виділяв три рівня складності функціонування психіки: рослинний, тваринний та людський. До першого рівня відносять фізіологічні реакції в рослин та одноклітинних тварин, чутливість живої клітини до фізичних або хімічних подразників та сприченена подразненням рухливість (наприклад, тропізми). Арістотель приписував раціональну здатність людям поодинці, менші здібності — тваринам.

### Розвиток в радянський період історії
Радянська наука жорстко прив'язувала поняття психіки до її матеріального носія — мозку. Тому огляд П. п. починається з кишково-порожнинних та хробаків, у яких з'являються зачатки нервової системи. Три основні стадії:
1. Елементарна сенсорна психіка. Присутні найпростіші відчуття, які викликають відповідні рухові реакції. У більш розвинутих представників цієї стадії з'являються органи відчуттів.
2. Перцептивна психіка. Примітивні емоційні переживання, здатність до навчання, накопичення досвіду. Поведінка керована інстинктами значно ускладнюється, з'являються певні форми соціальної взаємодії (мурашник, рій; пізніше — зграя, стадо).
3. Людиноподібний інтелект. Тварини на цій стадії демонструють здібності на рівні з немовлятами, спілкуються за допомогою жестів, міміки, вигуків. Використовують елементарні знаряддя.

Те, що, на думку Лєонтьєва, принципово відрізняє від найрозвиненіших тварин (дельфіни, примати) людину, це — поняття особистість.

## Сучасність
Сучасна наукова точка зору вважає людей високорозвиненими тваринами; дані свідчать про те, що безперервність еволюції організмів забезпечує основу для істотних психологічних схожостей та відмінностей між нижчими та вищими тваринами, включаючи людей. На сьогодні прийнято говорити про психічну діяльність представників тваринного світу.
В радянській психології помітною в цій галузі є робота О. М. Лєонтьєва «Проблемы развития психики» М., 1965.
Учень Л. С. Виготського, О. М. Лєонтьєв виділив ряд стадій та рівнів розвитку психіки.

### Свідомість тварин
Дослідження 2010-х та 2020-х років підтвердили наявність ознак свідомості в багатьох тварин зокрема у ссавців, птахів, молюсків, та комах.

## Додаткова література

### Книги
- Коляденко Н. В. Зоопсихологія та порівняльна психологія: підручник — Київ: ДП «Вид. дім «Персонал», 2019. — 508 с.
- Панчук Н.П. Порівняльна психологія: Навчальний посібник. — Кам’янець-Подільський: ПП «Медобори-2006» , 2019. – 206 с.
- Freeberg Todd M.; Ridley Amanda R.; D'Ettorre Patrizia (2023). The Routledge international handbook of comparative psychology. Routledge international handbooks. New York: Routledge. ISBN 978-0-367-54604-5.
- Papini Mauricio R. (2021). Comparative psychology: evolution and development of brain and behavior (3rd edition). New York: Routledge. ISBN 978-1-138-78814-5.
- Zentall Thomas R. (2012). The Oxford handbook of comparative cognition. Oxford library of psychology. Oxford: Oxford University Press. ISBN 978-0-19-539266-1.

### Журнали
- Journal of Comparative Psychology (American Psychological Association)
- International Journal of Comparative Psychology
- Journal of Comparative Physiology A: Neuroethology, Sensory, Neural, and Behavioral Physiology (Springer)